# 九天尊王忠義廟
24°04′38″N 120°32′08″E / 24.077296°N 120.535580°E
九天尊王忠義廟，原名西門百姓公廟、西門必應祠、大必應祠、九天尊王百姓公媽廟，是位於臺灣彰化縣彰化市萬壽里的百姓公廟，祭祀乙未戰爭八卦山之役抗日人物。2019年更為今名。

## 廟宇

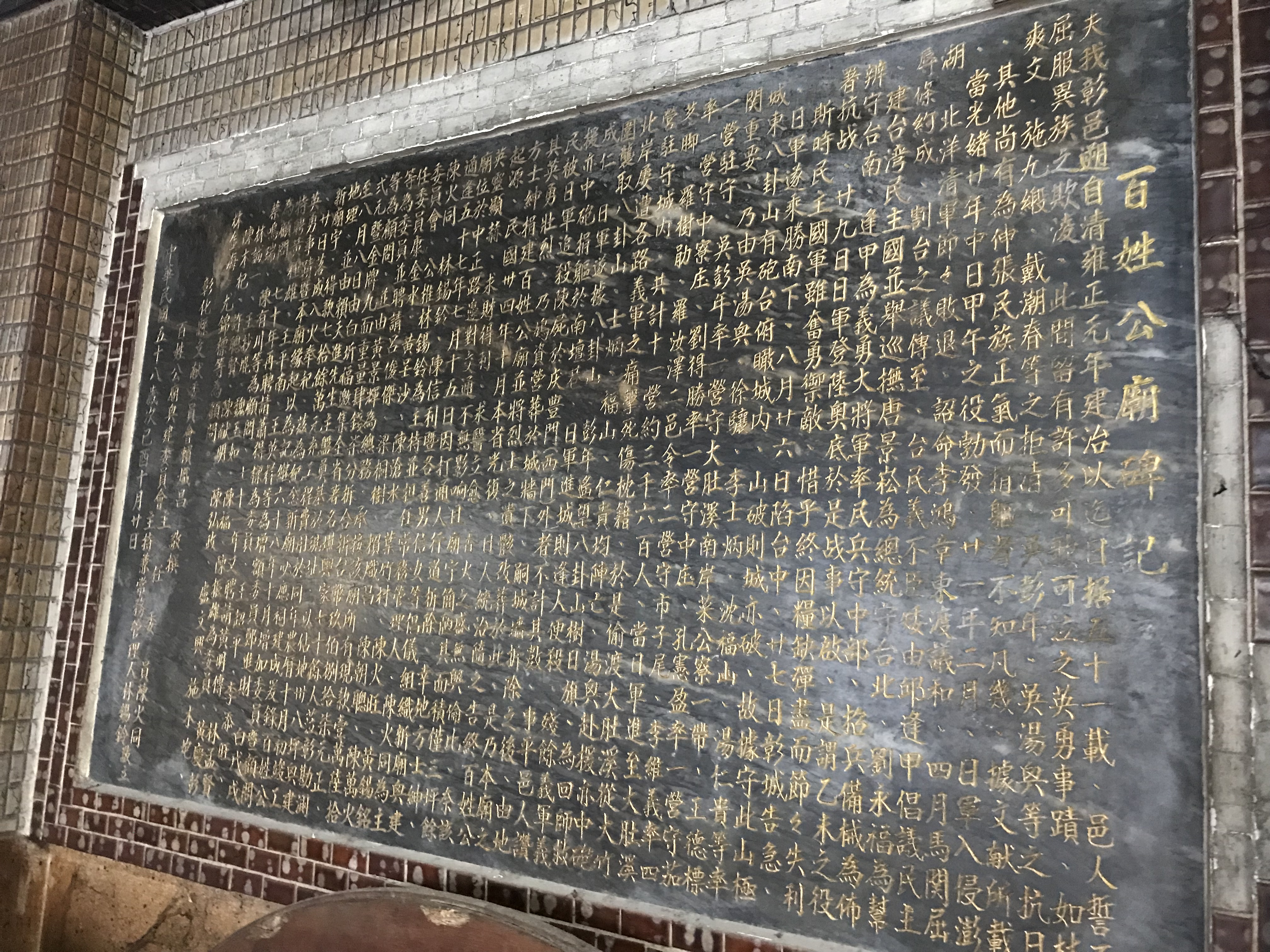
廟碑記

二戰後，當地人將八卦山之役在彰化縣城西門附近死難義軍骨骸從運到市區中正路、一座三坪多的小廟內棲身，原名稱「西門百姓公廟」。又稱為「大必應祠」、「西門必應祠」。1968年6月20日，政府要拓寬中正路，此廟迫拆遷。由經營玩具生意的林錫鈴號召善男信女募款，並擇地建廟。1969年移駕現址，廟址是為中正路二段190巷56號，位於彰化車站附近。

## 酬神戲
約1971年起，此廟的酬神戲規模逐漸擴大。1976年10月20日戲台完工，取名為「同鈴康樂台」，乃取自管理委員會主任委員陳火同與常務管理人林錫鈴之名。台灣地區地方戲劇比賽中區決賽也在此戲台舉辦過。祠身和戲臺相連之處則懸空掛滿政治人士的謝匾，有監察委員林純子、省議員施松輝、王顯明、洪木村、彰化縣長黃石城等。

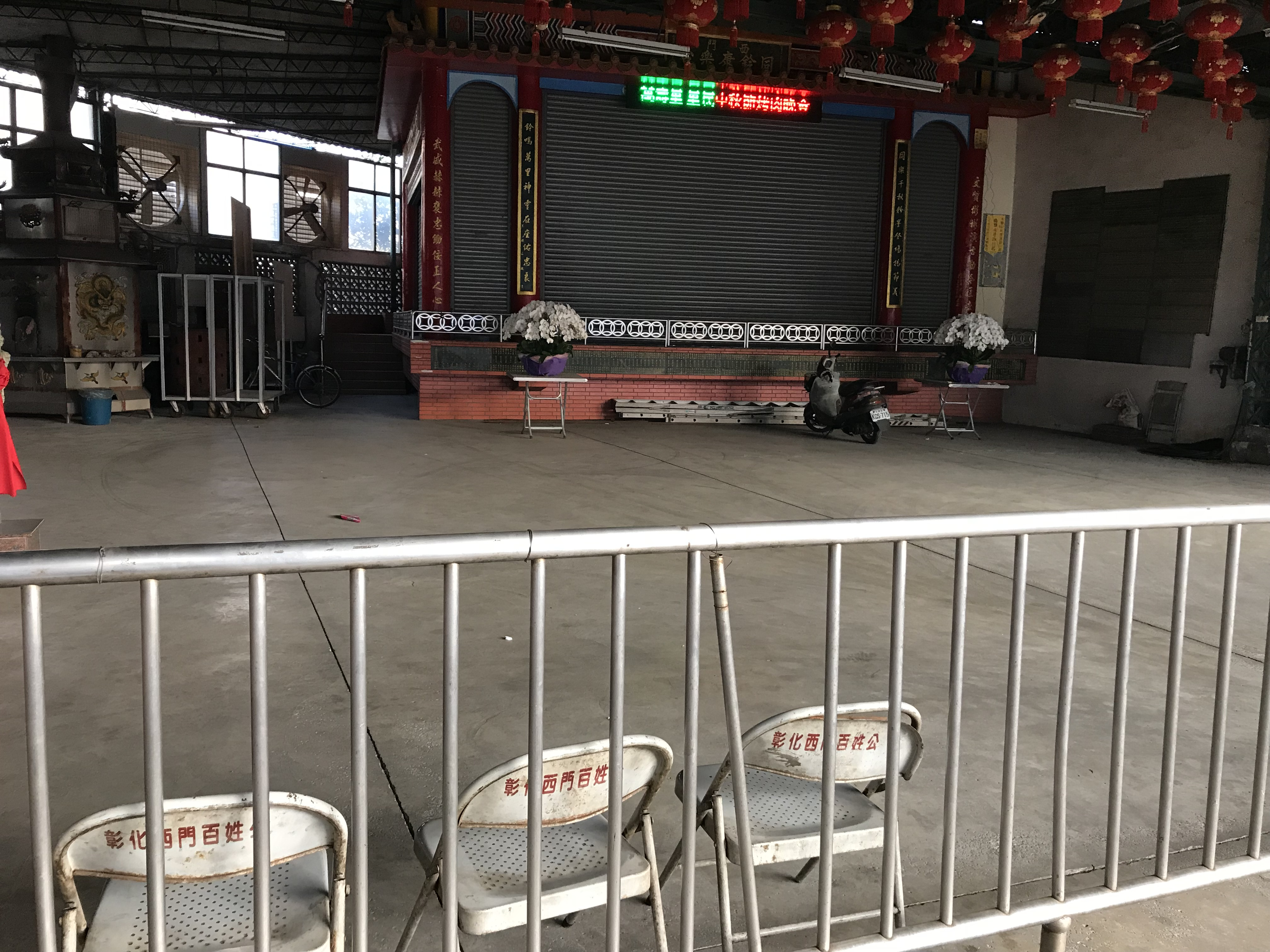
金爐與戲台

管理人林錫鈴（1921~1985），曾特聘有名的劇團於此戲台演出。韓國人李定珠領團的城皇堂劇團、李天祿主持的亦宛然布袋戲班、許王主持的小西園掌中劇團及鍾任壁主持的新興閣劇團都在此演出過。

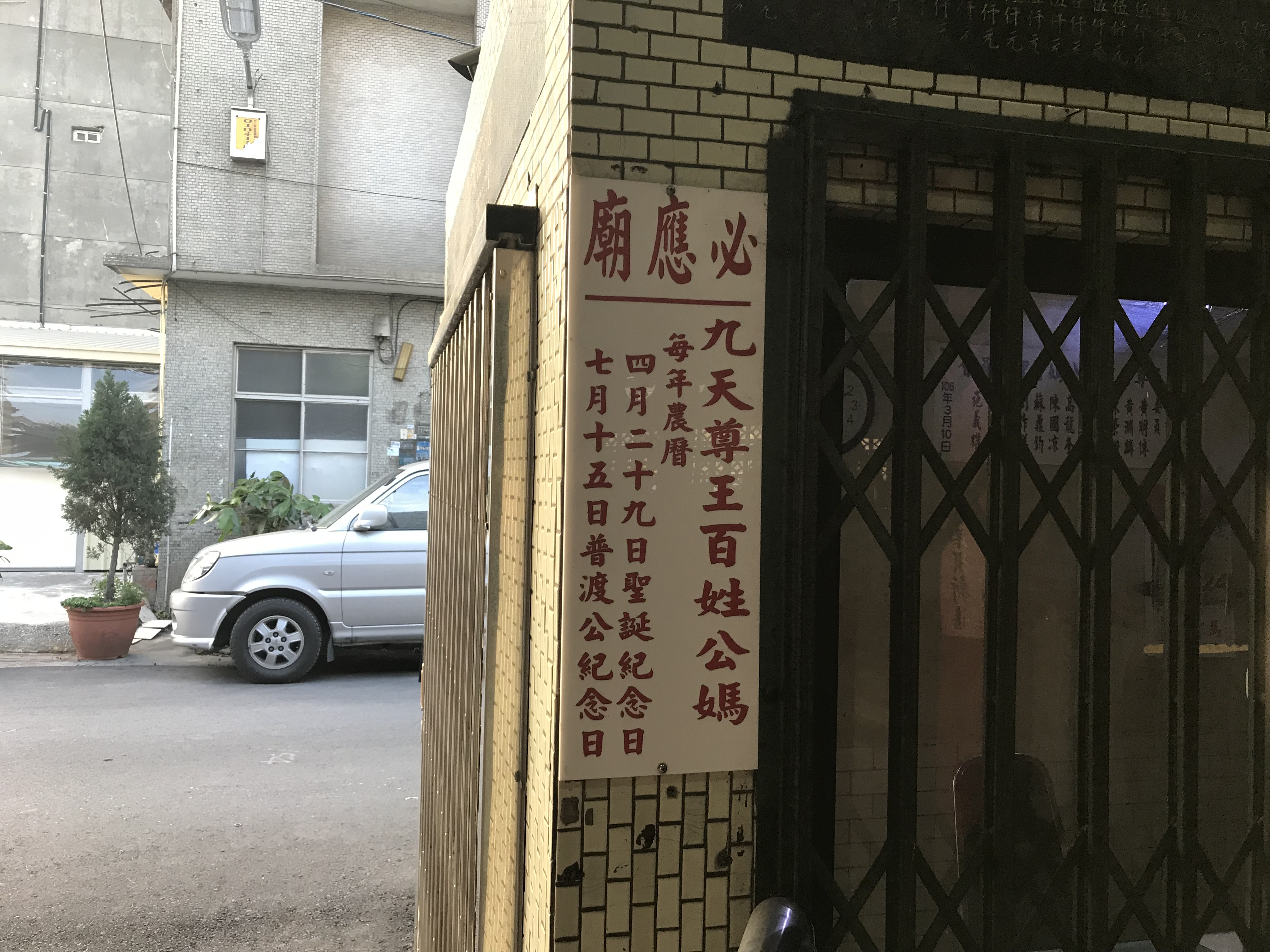
祭祀日

在1976年至1989年間，黃俊卿電視木偶劇團就常成為獲邀劇團之一，曾創下曾經被爆滿的觀眾壓垮康樂台前方圍牆，與1982年農曆七月十一日至八月十四日，連續三十三天的晚場演出，不收門票，但光是觀眾椅子租金收入就高達新台幣五十八萬餘元，差點被人檢舉告發逃漏娛樂稅。廟方還在前幾排特設置扶手木椅，專供八十歲以上的老人坐，管理人員在冬日還加椅墊、泡熱茶。
記者在1988年介紹時以「老人樂園」讚美說此戲台每年幾乎無休，每日吸引上百人老人前來看戲，連在豐原、臺中、嘉義等地也有專程趕來，當成老友的聚會場所、選舉拉票處。同年報導時，從農曆四月廿九的百姓公誕辰起，酬神戲要至隔年農曆春節。也因觀眾眾多，眾人還集資五百萬元在戲園對面買一塊地當停車場。
在2000年報導時，檔期排滿三個月。

## 祭祀
林錫鈴於1982年去世。地方人士為了感念，在此廟立了一尊銅像，後來兒子林佳伯請法師在2007年11月28日為此銅像開光點眼。當月廟方舉行四十年一次的大普度。祭拜供品達八百桌，沿著中正路擺放，中華路派出所也協助普度期間交通安全維護。
林佳伯說曾夢到父親來託夢，希望雕尊神像，神名取作「九天尊王」，於是請雕刻師連刻了三尊九天尊王，最小一尊作開基，一尊專為出巡遶境用、 2008年5月27日完成一尊2.2尺高、專責鎮殿的九天尊王。
2018年4月，宜蘭縣羅東鎮清水溝萬善堂首度找九天尊王百姓公媽廟會香。之後清水溝萬善堂總幹事李錫叁，說萬善公想娶九天尊王百姓公媽的侍女，兩方遂結為親家，於該年6月12日的九天尊王聖誕日下聘，並訂於農曆七月十五舉行婚禮。彰化市前市民代表孫正毅表示，過去曾聽過土地公娶土地婆，但萬善公要娶親，乃頭一次聽到。